# Den Europæiske Union
Den Europæiske Union (EU) er en økonomisk og politisk union mellem 27 europæiske stater med et areal på 4.233.255,3 km2 kvadratkilometer med 447 millioner indbyggere (102 indbyggere per km2), i 2010 genererede de daværende EU-medlemslande, hvad der anslås at være 26% (USD 16.282 milliarder) af den globale økonomi, eller 20% (USD 15.170 milliarder) når man justerer for købekraftsparitet.
Som følge af den europæiske integrationsproces har unionens politiske system udviklet sig med tiden. Det er baseret på to grundlæggende traktater, Traktaten om Den Europæiske Union (EU-traktaten) og Traktaten om Den Europæiske Unions Funktionsmåde (EUF-traktaten), der indeholder både overstatslige og mellemstatslige elementer. Mens medlemsstaternes regeringer er repræsenteret i Det Europæiske Råd og Rådet for Den Europæiske Union (Rådet), vælger medlemsstaternes borgere direkte sine repræsentanter til Europa-Parlamentet. Medlemmerne af Europa-Kommissionen og dommerne i Den Europæiske Unions Domstol repræsenterer unionens interesser.
Den Europæiske Union kan spores tilbage til 1950'erne, da seks stater oprettede tre europæiske fællesskaber for at samordne en række økonomiske formål, så fremtidige militære konflikter kunne undgås. I 1958 skabte de seks stater således Det Europæiske Kul- og Stålfællesskab, Det Europæiske Økonomiske Fællesskab og Det Europæiske Atomenergifællesskab; og det traktatmæssige grundlag er siden blevet ændret adskillige gange i takt med, at flere stater er indtrådt i unionen. I 1993 oprettede medlemsstaterne med indgåelsen af Maastrichttraktaten Den Europæiske Union og samlede de tre ovenfornævnte fællesskaber i ét nyt fællesskab kaldet Det Europæiske Fællesskab (EF). Ændringerne i samarbejdet førte til, at man fra dette tidspunkt sagde, at unionen havde en tre-søjlet struktur. Med den seneste ændring af traktatgrundlaget blev samarbejdet grundlæggende reformeret: EF blev nedlagt og aktiviteterne overført til EU, der blev indført en mere skarp sondring imellem unionens og medlemsstaternes kompetencer, unionens overnationale beføjelser blev styrket, og unionen fik personstatus.
Et af kerneelementerne i EU-samarbejdet er et indre marked, der med en fælles handels-, landbrugs-, fiskeri- og regionspolitik har til formål at sikre De Fire friheder. Medlemsstaternes borgere har ret til at bosætte sig, arbejde, rejse og investere i de øvrige medlemsstater, ligesom paskontrollen og toldchecks ved de fleste interne grænser blev afskaffet med Schengen-aftalen. På det monetære område har en række stater indført en fælles møntenhed, ligesom unionen varetager den fælles udenrigs- og sikkerhedspolitik et samarbejde om bekæmpelse af grænseoverskridende kriminalitet.

## Historie

### 1945-1958
Efter Anden Verdenskrig var der politisk interesse for et øget samarbejde mellem de vesteuropæiske stater for at genopbygge Europa og forebygge ny krig mellem Frankrig og Vesttyskland. Central- og Østeuropa var på det tidspunkt hovedsageligt under sovjetisk kontrol og dermed udelukket fra et sådant samarbejde.
I 1946 talte Winston Churchill for at oprette et "Europas Forenede Stater"; dog uden britisk deltagelse. Den 9. maj 1950 præsenterede Frankrigs udenrigsminister Robert Schuman et forslag udarbejdet af Jean Monnet til en fælles styring af Frankrig og Vesttysklands kul- og stålindustri. I forslaget var det bemærket, at aftalen blev set som et første skridt i retning mod en europæisk føderation. Fællesskabets grundlæggende medlemmer Belgien, Frankrig, Italien, Luxembourg, Nederlandene og Vesttyskland, der underskrev Paristraktaten i 1951. I 1957 underskrev repræsentanter fra de seks stater Romtraktaten, der udvidede det eksisterende samarbejde indenfor Det Europæiske Kul- og Stålfællesskab (EKSF) og oprettede Det Europæiske Økonomiske Fællesskab (EØF), hvorved der skabtes en toldunion, og Det Europæiske Atomenergifællesskab (EURATOM) for at samarbejde om udviklingen af atomenergi. Traktaten trådte i kraft i 1958.

### 1958-1972
De to nye fællesskaber blev skabt separat fra EKSF til trods for, at alle tre fællesskaber delte domstol og parlamentarisk forsamling. De udøvende myndigheder i de nye fællesskaber blev døbt Kommissionen: EØF blev ledet af Walter Hallstein (Hallstein-kommissionen), mens EURATOM blev ledet af Louis Armand (Armand-kommissionen) og derefter Etienne Hirsch. Det var målet, at EURATOM skulle integrere atomenergisektorerne, mens EØF skulle udvikle en toldunion mellem medlemsstaterne.
I 1960'erne opstod der spændinger i samarbejdet, og Frankrig forsøgte at begrænse de overnationale elementer af samarbejdet. I 1965 nåede medlemsstaterne til enighed om at ændre Bruxellestraktaten, og i 1967 kunne Fusionstraktaten underskrives i Bruxelles. Traktaten trådte i kraft 1. juli 1967 og ændrede den institutionelle ramme i samarbejdet og samlede de forskellig kommissioner i én. Formelt var der stadig tale om tre sideordnede fællesskaber, men normalt omtalte man blot det udvidede samarbejde som Det Europæiske Fællesskab (EF). Jean Rey var formand for den første fusionerede kommission.

### 1973-1993
I 1973 blev fællesskabet udvidet, da staterne Danmark (Grønland forlod samarbejdet i 1985 og fik OLT-status med associeret forhold til EF (i dag EU)), Irland og Storbritannien. Norge havde også forhandlet med fællesskabet om at indtræde i det, men de norske vælgere afslog ved en folkeafstemning et medlemskab, og Norge står fortsat uden for. I 1979 blev det første direkte valg til Europa-Parlamentet afholdt.
Grækenland indtrådte i fællesskabet i 1981 og Spanien og Portugal fulgte i 1986. I 1985 blev Schengen-samarbejdet indledt med det formål at skabe et område uden paskontrol mellem de fleste medlemsstater og nogle ikke-medlemsstater. I 1986 blev EF-pakken underskrevet og Europaflaget taget i brug.
Efter jerntæppets fald blev det tidligere DDR i 1990 en del af fællesskabet som en del af et forenet Tyskland. Ønsket om at muliggøre flere central- og østeuropæiske landes indtræden i fællesskabet førte til, at de såkaldte Københavnskriterier blev aftalt, der opridsede de betingelser en kandidatstat skulle opfylde før den kunne optages som medlem.

### 1993–nu
Den Europæiske Union blev formelt skabt, da Maastrichttraktaten trådte i kraft den 1. november 1993. I 1995 indtrådte Østrig, Sverige og Finland som medlemmer i det nydannede EU. I 2002 valgte 12 medlemsstater at skifte nationale pengesedler og mønter ud med en fælles valuta. Unionens hidtil største udvidelse skete 1. maj 2004, hvor staterne Malta, Cypern, Slovenien, Estland, Letland, Litauen, Polen, Tjekkiet, Slovakiet og Ungarn opnåede medlemskab. Den 1. januar 2007 blev Rumænien og Bulgarien medlemsstater. Island ansøgte i 2009 om medlemskab, men trak ansøgningen tilbage i 2015.
Den 1. december 2009 trådte Lissabontraktaten i kraft. Det medførte en række ændringer af den måde, hvorpå Unionen fungerer og arbejder. Særligt blev EU's retlige struktur ændret og EU's tre søjler blev nedlagt og samlet i én juridisk enhed med personstatus. Med traktaten blev der også indført en ny post som Formand for Det Europæiske Råd, ligesom EU's højtstående repræsentant for udenrigsanliggender og sikkerhedspolitik fik forøgede beføjelser.
Den 1. juli 2013 blev Kroatien optaget som det 28. medlemsland.
Den 23. juni 2016 stemte Storbritannien sig ud af EU - det såkaldte Brexit. Landet forlod formelt unionen pr. 1. februar 2020. Herefter er der 27 medlemslande i EU.

### Tidslinje
| Underskrevet Ikrafttrædelse Dokument | 1948 Bruxelles-traktaten                      | 1951 1952 Paris-traktaten      | 1954 1955 Ændrede Bruxellestraktat           | 1957 1958 Rom-traktaterne                    | 1965 1967 Fusionstraktaten                   | 1975 - Rådsmødekonklusioner                  | 1985 Schengen-traktaten                      | 1986 1987 EF-pakken                          | 1992 1993 Maastricht-traktaten               | 1992 1993 Maastricht-traktaten | 1997 1999 Amsterdam-traktaten | 2001 2003 Nice-traktaten  | 2007 2009 Lissabon-traktaten | 2007 2009 Lissabon-traktaten |  |
|                                      |                                               |                                |                                              |                                              |                                              |                                              |                                              |                                              |                                              |                                |                               |                           |                              |                              |  |
| Den Europæiske Unions tre søjler:    |                                               |                                |                                              |                                              |                                              |                                              |                                              |                                              |                                              |                                |                               |                           |                              |                              |  |
| Europæiske Fællesskaber:             |                                               |                                |                                              |                                              |                                              |                                              |                                              |                                              |                                              |                                |                               |                           |                              |                              |  |
|                                      | Det Europæiske Atomenergifællesskab (EURATOM) |                                |                                              |                                              |                                              |                                              |                                              |                                              |                                              |                                |                               |                           |                              |                              |  |
|                                      |                                               |                                | Det Europæiske Kul- og Stålfællesskab (EKSF) | Det Europæiske Kul- og Stålfællesskab (EKSF) | Det Europæiske Kul- og Stålfællesskab (EKSF) | Det Europæiske Kul- og Stålfællesskab (EKSF) | Traktaten ophørte i 2002                     | Traktaten ophørte i 2002                     | Traktaten ophørte i 2002                     |                                | Den Europæiske Union (EU)     | Den Europæiske Union (EU) |                              |                              |  |
|                                      |                                               |                                | Det Europæiske Økonomiske Fællesskab (EØF)   |                                              |                                              |                                              |                                              |                                              |                                              |                                | Den Europæiske Union (EU)     | Den Europæiske Union (EU) |                              |                              |  |
|                                      |                                               |                                |                                              | Schengen-samarbejdet                         |                                              |                                              | Det Europæiske Fællesskab (EF)               | Det Europæiske Fællesskab (EF)               |                                              |                                | Den Europæiske Union (EU)     | Den Europæiske Union (EU) |                              |                              |  |
|                                      |                                               | TREVI                          | TREVI                                        | TREVI                                        | Retlige og indre anliggender (RIA)           |                                              | Det Europæiske Fællesskab (EF)               | Det Europæiske Fællesskab (EF)               |                                              |                                | Den Europæiske Union (EU)     | Den Europæiske Union (EU) |                              |                              |  |
|                                      | Politi- og strafferetligt samarbejde (PSS)    | TREVI                          | TREVI                                        | TREVI                                        | Retlige og indre anliggender (RIA)           |                                              |                                              |                                              |                                              |                                | Den Europæiske Union (EU)     | Den Europæiske Union (EU) |                              |                              |  |
|                                      |                                               |                                |                                              |                                              | Europæiske Politiske Samarbejde (EPS)        | Fælles udenrigs- og sikkerhedspolitik (FUSP) | Fælles udenrigs- og sikkerhedspolitik (FUSP) | Fælles udenrigs- og sikkerhedspolitik (FUSP) | Fælles udenrigs- og sikkerhedspolitik (FUSP) |                                | Den Europæiske Union (EU)     | Den Europæiske Union (EU) |                              |                              |  |
| Vestunionen (WU)                     | Vestunionen (WU)                              | Den Vesteuropæiske Union (WEU) | Den Vesteuropæiske Union (WEU)               | Den Vesteuropæiske Union (WEU)               | Den Vesteuropæiske Union (WEU)               | Den Vesteuropæiske Union (WEU)               | Den Vesteuropæiske Union (WEU)               |                                              |                                              |                                |                               | Den Europæiske Union (EU) |                              |                              |  |
| Vestunionen (WU)                     | Vestunionen (WU)                              | Den Vesteuropæiske Union (WEU) | Den Vesteuropæiske Union (WEU)               | Den Vesteuropæiske Union (WEU)               | Den Vesteuropæiske Union (WEU)               | Den Vesteuropæiske Union (WEU)               | Den Vesteuropæiske Union (WEU)               | Traktaten ophørte i 2011                     |                                              |                                |                               |                           |                              |                              |  |
|                                      |                                               |                                |                                              |                                              |                                              |                                              |                                              |                                              |                                              |                                |                               | v d r                     |                              |                              |  |

## Geografi

### Medlemslandene
Unionen har udvidet sig kraftigt siden Rom-traktaten blev underskrevet af Vesttyskland, Frankrig, Italien, Holland, Belgien og Luxembourg i 1957. De seks grundlæggende lande bliver ofte refereret til som de seks eller kerne-Europa.
22 andre stater har sluttet sig til unionen i de følgende seks udvidelser (medlemsstater, der tillige indgår i Euro-samarbejdet er markeret med "€"). Storbritannien udtrådte af Den Europæiske Union 31. januar 2020:
1. Belgien € (1958)
2. Frankrig € (1958)
3. Tyskland € (Vesttyskland: 1958, som successorstat Forbundsrepublikken Tyskland fra 1990)
4. Italien € (1958)
5. Luxembourg € (1958)
6. Holland € (1958)
7. Danmark (1973)
8. Irland € (1973)
9. Grækenland € (1981)
10. Portugal € (1986)
11. Spanien € (1986)
12. Østrig € (1995)
13. Finland € (1995)
14. Sverige (1995)
15. Cypern € (2004)
16. Tjekkiet (2004)
17. Estland € (2004)
18. Ungarn (2004)
19. Letland € (2004)
20. Litauen € (2004)
21. Malta € (2004)
22. Polen (2004)
23. Slovakiet € (2004)
24. Slovenien € (2004)
25. Bulgarien (2007)
26. Rumænien (2007)
27. Kroatien € (2013)

Tidligere medlemmer:
- Grønland (1973-1985, repræsenteret af Danmark)
- Storbritannien (1973-2020)

Visse områder i medlemslandene er ikke en del af EU, f.eks. Kanaløerne, Grønland (udtrådt 1982) og Færøerne, mens andre områder er medlemmer med særstatus som Ålandsøerne (trods medlemskab ret til toldfrit salg på færger til Sverige og det finske fastland).
Områder, der ligger langt fra det kontinentale Europa, kan dog være en del af EU. Eksempelvis Azorerne og Madeira der repræsenteres af Portugal i EU.
Franske oversøiske områder anses som en del af Frankrig, og derfor bruges euroen så langt væk fra Europa som Martinique og Fransk Guyana (se DOM-TOM). 
Man bruger dog valutaen Franc Pacifique i de franske besiddelser i Stillehavet (Fransk Polynesien, Ny Kaledonien samt Wallis og Futuna).

### Kandidatlande
I henhold til EU-traktatens artikel 49 kan alle europæiske stater, der endnu ikke er medlem af EU, og som respekterer EU's værdier (fremgår af EU-traktatens artikel 2) og ønsker at fremme disse, ansøge om at blive medlem af unionen. Ansøgningen sendes til Rådet, som underretter både Europa-Parlamentet og de nationale parlamenter om, at der er indkommet en ansøgning. Endelig beslutning om optagelse træffes først af Rådet efter Kommissionen har afgivet et høringssvar, som Europa-Parlamentets flertal kan stemme for, og i så fald træffes beslutningen efter reglen om enstemmighed.
For at modtage et positivt høringssvar skal en ansøgende stat leve op til følgende kriterier:
- Det skal være „en europæisk stat“
- Den skal respektere principperne om frihed, demokrati, retsstat, respekten for menneskerettighederne og de særlige rettigheder for mindretal og statens samfund skal være præget af pluralisme, ikke-forskelsbehandling, tolerance, retfærdighed, solidaritet og ligestilling mellem kvinder og mænd.

For at opnå medlemskab skal staten:
- Leve op til Københavnskriterierne, som blev besluttet på Det Europæiske Råds møde i 1993.

For at medlemsstaterne kan opfylde disse betingelser, yder EU både rådgivning og finansiel støtte, ligesom EU og ansøgerlandene indgå partnerskaber, der har til formål at tilpasse ansøgerstaten til EUs standarder. EU og ansøgerlandende indgår i den forbindelse en stabiliserings- og associationsaftale. Processen afsluttes med at staten tiltræder EU, hvilket sker ved at EU's medlemsstater og den pågældende stat indgår en tiltrædelsestraktat.
I praksis opererer man med to typer af ansøgerlande: "Kandidater" og "potentielle kandidater". Der er for tiden i alt fem kandidatlande:Tyrkiet og Nordmakedonien (begge kandidater siden 2005), Montenegro (kandidat i 2010) og Serbien (kandidatland fra primo 2014). Der er ingen grænse for, hvor lang tid der kan gå, fra en stat indgiver en ansøgning og staten kan kalde sig for kandidat eller potentiel kandidat; Montenegro indgav f.eks. sin ansøgning i 2008.
Albanien ansøgte om optagelse sammen med Montenegro. De er stadig ikke kandidater, men er potentielle kandidater. Det samme er Bosnien-Herzegovina. Stabiliserings- og associeringsaftalen med Bosnien-Herzegovina er endnu ikke ratificeret af samtlige medlemsstater. Kosovo kom tættere på en status som kandidatland ved ingåelsen af en stabiliserings- og associeringsaftale med EU i 2013.

## Institutioner
Den institutionelle struktur i EU har været nogenlunde konstant siden 1952 til trods for, at de enkelte institutioners beføjelser (såvel generelt som over for hinanden) er blevet justeret adskillige gange. I unionens nuværende traktatgrundlag findes reglerne om EU's institutioner i EU-traktatens afsnit III og i EUF-traktatens del 6.
På mange måder viser EU nogle af de typiske kendetegn for et føderalt system; med en Kommission som den udøvende magt og en to-delt lovgivningsmyndighed hos Europa-parlamentet, der repræsenterer borgerne, og Rådet, der repræsenterer staterne. Den vigtige rolle Rådet spiller kan sammenlignes med den udøvende føderalisme, der kerakteriserer Forbundsrepublikken Tyskland, snarere end en magtadskillelse i klassisk forstand.
| Europa-Parlamentet (EP) - Lovgivende - | | Det Europæiske Råd - Giver fremdrift og retning - | | Rådet for Den Europæiske Union (Rådet) - Lovgivende - |  | Europa-Kommissionen - Udøvende - |  |  |
| Europa-Parlamentet | Medlemmer af Det Europæiske Råd i 2011 | Rådets møderum | Europa-Kommissionens bygning |                                                       |  |                                  |  |  |
| - fungerer i fællesskab med Rådet som lovgiver - deler sammen med Rådet budgetbeføjelserne og beslutter i sidste instans om det almindelige budget for EU - udøver demokratisk kontrol med EU-institutionerne, herunder Europa-Kommissionen og udnævner Kommissionens medlemmer - hjemhørende og plenarmøder i Strasbourg, generalsekretariat i Luxembourg, holder primært møder i Bruxelles | - topmøde mellem regeringschefer og formanden for Europa-Kommissionen, i overværelse af den højtstående repræsentant for udenrigsanliggender og sikkerhedspolitik og ledes af formanden for Det Europæiske Råd - giver den nødvendige fremdrift til udviklingen og opstiller generelle mål og prioriteter - lovgiver ikke - hjemhørende i Bruxelles | - fungerer i fællesskab med Parlamentet som lovgiver - deler sammen med Parlamentet budgetbeføjelserne - sikrer koordinering af den brede økonomiske og sociale politik og fastlægger retningslinjer for den fælles udenrigs- og sikkerhedspolitik (FUSP) - indgår internationale aftaler - hjemhørende i Bruxelles | - er "regeringen" - fremsætter forslag til ny lovgivning for Parlamentet og Rådet - implementerer EU-politik og administrerer budgettet - sikrer overensstemmelse med EU-retten ("traktaternes vogter") - forhandler internationale traktater - hjemhørende i Bruxelles |                                                       |  |                                  |  |  |
| | | | |                                                       |  |                                  |  |  |

| | Den Europæiske Unions Domstol - Dømmende -                                                                                      | | Den Europæiske Revisionsret - Uafhængig kontrol - |  | Den Europæiske Centralbank (ECB) - Monetær udøvende (centralbank) - |  |
| ECJ room | ECA building | Europæiske Centralbank |                                                   |  |                                                                     |  |
| - sikre en ensartet fortolkning af EU-lovgivningen - har beføjelse til at afgøre juridiske tvister mellem EU-lande, EU-institutioner, virksomheder og enkeltpersoner - hjemhørende i Luxembourg | - undersøger den korrekte brug af indtægter og udgifter for EU-institutionerne (se også EU's budget) - hjemhørende i Luxembourg | - udgør sammen med de nationale centralbanker det Europæiske System af Centralbanker og bestemmer dermed pengepolitikken i EU - sikrer prisstabilitet i eurozonen ved at kontrollere pengemængden - hjemhørende i Frankfurt am Main |                                                   |  |                                                                     |  |

### Kompetencefordeling
| Enekompetence |

| Delt kompetence |

| Støttekompetence |

| Unionen har enekompetence til at foretage direktiver og indgå internationale aftaler, når der er fastsat i en EU-retsakt (Artikel 3) |
| - toldunionen - fastlæggelse af de konkurrenceregler, der er nødvendige for det indre markeds funktion - den monetære politik for de medlemsstater, der har euroen som valuta - bevarelse af havets biologiske ressourcer inden for rammerne af den fælles fiskeripolitik - fælles handelspolitik - indgåelse af bestemte internationale aftaler |

| Medlemsstaterne kan ikke udøve kompetence på områder, hvor EU har gjort det. (Artikel 4) |
| - det indre marked - social- og arbejdsmarkedspolitikken - økonomisk, social og territorial samhørighed (regionalpolitikken) - landbrug og fiskeri (undtagen bevarelse af havets biologiske ressourcer) - miljø - forbrugerbeskyttelse - transport - transeuropæiske net - energi - området for frihed, sikkerhed og retfærdighed - fælles sikkerhedsudfordringer på folkesundhedsområdet |

| "(Artikel 4) (…) udøvelsen af denne kompetence kan ikke føre til, at medlemsstaterne forhindres i at udøve deres kompetence i" … |
| - forskning, teknologisk udvikling og rumpolitik - udviklingssamarbejde og humanitær bistand                                     |

| Unionen koordinerer medlemsstaternes politikker eller implementerer supplement til deres fælles politikker, der ikke er omfattet andetsteds. (Artikel 5) |
| - samordning af økonomi-, social- og beskæftigelsespolitikker - fælles udenrigs-, sikkerheds- og forsvarspolitikker                                      |

| "(Artikel 6) Unionen har kompetence til at gennemføre tiltag for at understøtte, koordinere eller supplere medlemsstaternes tiltag i" …                                                                   |
| - beskyttelse og forbedring af menneskers sundhed - industri - kultur - turisme - uddannelse, ungdom, sport og erhvervsuddannelse - civilbeskyttelse (katastrofeforebyggelse) - administrativt samarbejde |

### Nøglepersoner
- Ursula von der Leyen Formand for Europa-Kommissionen
- Charles Michel Formand for Det Europæiske Råd
- David Sassoli Formand for Europa-Parlamentet
- Josep Borrell Højtstående repræsentant for udenrigsanliggender og sikkerhedspolitik
- Christine Lagarde Præsident for Den Europæiske Centralbank

### Unionsborgerskab
Unionsborgerskab er en betegnelse for en række rettigheder, der er tildelt statsborgere i EU's medlemsstater. Unionsborgerskabet blev indført i 1992 ved vedtagelsen af Maastricht-traktaten. Enhver statsborger i en EU-stat har efter Maastricht-traktaten tillige Unionsborgerskab. Unionsborgerskabet giver en række rettigheder i form af bl.a.  fri bevægelighed og ophold inden for EU, stemmeret og valgbarhed til kommunalvalg og valg til Europaparlamentet samt diverse rettigheder knyttet til diplomatisk og konsulær beskyttelse.
Unionsborgerskab komplementerer nationalstaternes statsborgerskab, men erstatter det ikke. Denne præcisering blev skrevet ind i Amsterdamtraktaten. Tanken på dette fælles borgerskab voksede frem i 1970'erne.

## Traktater

### Grundlæggende traktater
Den Europæiske Union er som en folkeretlig enhed etableret ved traktater indgået mellem stater. Traktaterne fastsætter unionens formål, værdier, procedurer, det institutionelle grundlag og procedurer for indtræden i og udtrædelse af unionen. Traktatgrundlaget består i dag af to traktater:
| Titel                                            | Oprettet ved        | Senest ændret ved |
| ------------------------------------------------ | ------------------- | ----------------- |
| Traktaten om Den Europæiske Union                | Maastrichttraktaten | Lissabontraktaten |
| Traktaten om Den Europæiske Unions Funktionsmåde | Romtraktaten        | Lissabontraktaten |

### Forfatningstraktaten
Konventet om fremtidens Europa, der blev ledet af den tidligere franske præsident Valéry Giscard d'Estaing, havde til opgave at udarbejde en skitse for et fremtidigt traktatgrundlag for det europæiske samarbejde. Efter adskillige års intense og ophedede diskussioner præsenterede konventet den 18. juni 2004 sit forfatningsforslag for Det Europæiske Råd, som på et møde den 29. oktober 2004 i Rom underskrev den ny forfatningstraktat. Forfatningstraktaten havde til formål at gennemføre væsentlige og gennemgribende reformere af Den Europæiske Unions eksisterende traktatgrundlag bl.a. ved at sammenskrive de eksisterende traktater i én tekst. Traktaten skulle efter planen træde i kraft i november 2006.
For at forfatningstraktaten kunne træde i kraft, var det en forudsætning, at den blev godkendt i samtlige medlemsstater efter en procedure, som medlemsstaterne selv fastsætter. For visse landes vedkommende betød det, at de lokale parlamenter kunne godkende forfatningstrakten, mens det i andre førte til, at der skulle afholdes folkeafstemning, om forfatningstraktaten skulle godkendes eller forkastes.
Forslaget, der ved en folkeafstemning blev vedtaget af en række stater herunder Spanien, blev forkastet ved en folkeafstemning i Frankrig den 29. maj 2005 og i Nederlandene den 1. juni 2005. En dansk folkeafstemning om spørgsmålet blev efter resultaterne i Frankrig og Nederlandene aflyst, og over hele EU blev ratificeringsprocessen sat i bero, mens EU's stats- og regeringschefer indledte sig på en såkaldt "tænkepause". Denne tænkepause blev afsluttet med vedtagelsen af Lissabontraktaten, der indeholdt mange af forfatningstraktatens ændringsforslag, men  var formuleret så de ændrede indholdet af de eksisterende traktater.

### Danske forbehold
Danmark har en række forbehold til EU, der betyder, at Danmark står enten helt eller delvist uden for nogle samarbejdsområder.
De danske EU-forbehold omfatter:
- Euroen
- Forsvarssamarbejdet (tidligere, se nedenfor)
- Samarbejdet om retlige og indre anliggender ("retsforbeholdet")
- Unionsborgerskabet

#### Euroforbeholdet
Euroforbeholdet betyder, at Danmark ikke deltager i 3. fase af EU's Økonomiske og Monetære Union (ØMU). Derfor er Danmark ikke forpligtet til at indføre Euroen som valuta i stedet for den danske krone. Forbeholdet medfører også, at Danmark ikke er med i Den Europæiske Centralbanks Styrelsesråd, og at Danmark ikke kan pålægges økonomiske bøder.
Danmark deltager dog stadig i 2. fase af ØMU, hvilket betyder, at kronens kurs følger euroen (ERM II), og at Danmarks Nationalbank reelt fører en pengepolitik, der i høj grad ligner den Den Europæiske Centralbanks.
Den 28. september 2000 blev der stemt om at ophæve forbeholdet og indføre euroen. Her stemte 53,2% nej, mens 46,8% stemte ja. Stemmeprocenten lå på 87,6%.

#### Forsvarsforbeholdet
Forsvarsforbeholdet betød, at Danmark ikke deltog i de dele af EU's udenrigs- og sikkerhedspolitik, der omfattede forsvarsområdet. Således deltog Danmark ikke i EU's militære operationer. Dermed skulle Danmark ikke stille med soldater, militært udstyr eller medvirke til at finansiere operationerne - dog deltog Danmark stadig i civile operationer. Danmark havde derfor ikke stemmeret i Ministerrådet, når der diskuteredes forsvarspolitik, men kunne dog stadigvæk deltage i generelle diskussioner om den europæiske forsvarspolitik.
Forsvarsforbeholdet blev efter en folkeafstemning officielt afskaffet 1. juli 2022.

#### Retsforbeholdet
Retsforbeholdet betyder, at Danmark står uden for EU's samarbejde om grænsekontrol, udlændingepolitik, civilret, strafferet og politi. Da samarbejdet var mellemstatsligt deltog Danmark, men da Lissabontraktaten d. 1. december 2009 gjorde samarbejdet overstatsligt stoppede Danmarks deltagelse i ny EU-lovgivning på området. Derfor er de regler, der blev vedtaget før Lissabontraktaten, stadig gældende indtil de afløses af ny overstatslig lovgivning - som Danmark ikke er med i. Med Lissabontraktaten fik Danmark muligheden for at ændre retsforbeholdet til en tilvalgsordning, hvor man fra sag til sag kunne vælge, om man ville deltage i samarbejdet eller ej. Dette afviste Danmark d. 3. december 2015 ved en folkeafstemning, hvor 53,1% stemte nej, og 46,9% stemte ja. Her var stemmeprocenten på 72%. Folkeafstemningen var en reaktion på, at Europol overgik til overstatsligt samarbejde, hvilket Danmark ikke ville kunne deltage i pga. retsforbeholdet. Efter folkeafstemningens nej til tilvalgsordningen, har Danmark fået en aftale med Europol, hvor Danmark har adgang til søgninger i Europols database gennem ansatte i Europol.
De eneste undtagelser fra retssamarbejdet er visumregler og Schengensamarbejdet.

#### Forbeholdet om unionsborgerskabet
Det danske forbehold om unionsborgerskab blev indført for at garantere, at unionsborgerskabet ikke skulle træde i stedet for det nationale borgerskab. Garantien om at unionsborgerskabet er et suplement til det nationale borgerskab er siden skrevet ind i lovteksten, så den gælder for alle lande. Derfor har Danmarks forbehold i dag ingen betydning.

#### Historisk baggrund for forbeholdene
Et af Den Europæiske Unions bærende principper er forbuddet mod diskrimination på grundlag af nationalitet. EUF-traktatens artikel 18, der mest præcist bør beskrives som en generalklausul, indeholder således følgende bestemmelse: "Inden for traktaternes anvendelsesområde og med forbehold af disses særlige bestemmelser er al forskelsbehandling, der udøves på grundlag af nationalitet, forbudt."
Allerede ved Danmarks indtræden i De Europæiske Fællesskaber i 1972 eksisterede der en regel, der nationalitetsdiskriminerede og således begrænsede ikke-statsborgeres mulighed for at erhverve ferieboliger i Danmark. Eftersom en sådan regel var i strid med forbuddet mod diskrimination, var det nødvendigt, at den danske stat sikrede sig en garanti for, at de danske regler ikke ville blive kendt ulovlige ved EF-Domstolen. Medlemsstaterne nåede til enighed om, at Danmark kunne bibeholde sin bestemmelse og i 1992 blev denne beslutning indføjet i traktaten som Protokol om ejendomserhvervelse i Danmark.
Ved en folkeafstemning om Maastrichttraktaten i 1992 blev traktaten forkastet, og den danske stat indledte derpå forhandlinger med de øvrige medlemsstater om etableringen af fire forbehold, for så vidt angår rækkevidden af samarbejdet. I henhold til Protokol om Danmarks stilling omfatter den danske stats medlemskab af EU ikke: Unionsborgerskab, Tredje fase af Den Økonomiske og Monetære Union (Euroen), Afgørelser og aktioner på forsvarsområdet, Overstatsligt samarbejde om retlige og indre anliggender.

## Økonomi
Med mere end 500 millioner indbyggere i 2010 genererer EU hvad der anslås at være 26% (USD 16.282 milliarder) af den globale økonomi, eller 20% (USD 15.170 milliarder) når man justerer for købekraftsparitet.
Medlemskabet af EU koster netto Danmark 7 mia. kr. om året, hvis der ses på, hvor mange penge Danmark indbetaler til EU, og hvor mange penge Danmark får udbetalt igen i støtte penge fra EU. Det skyldes iflg. professor i statskundskab på Københavns Universitet Peter Nedergaard primært to forhold: Dels at Danmark er for dårlig til at forhandle bl.a. landbrugsstøtte, dels at andre lande som Storbritannien og Sverige får rabat på deres kontingent til EU
.

### Effekt på økonomien af medlemskab af EU
Flere forskningsartikler peger på, at EU har haft en overvejende positiv effekt på de europæiske landes økonomier, og EU landenes BNP er i gennemsnit vokset 12 procent som følge af deres medlemskab i EU. Det eneste land i EU, hvor der ikke kan vises en positiv effekt på BNP er i øjeblikket Grækenland. Dette er dog ikke nødvendigvis ensbetydende med, at Grækenland ikke har haft gavn af at være medlem af EU men bare et tegn på, at Grækenlands økonomi blev ramt af nogle uforudsigelige økonomiske effekter.
For Danmark som er en lille åben økonomi er der også betydelige fordel ved medlemskab af EU på bl.a. BNP, det private forbrug og eksporten.

## Sprog
EU's officielle sprog er bulgarsk, dansk, engelsk, estisk, finsk, fransk, græsk, irsk, italiensk, kroatisk, lettisk, litauisk, maltesisk, nederlandsk, polsk, portugisisk, rumænsk, slovakisk, slovensk, spansk, svensk, tjekkisk, tysk og ungarsk. Som arbejdssprog internt i EU's institutioner bruges dog især engelsk, fransk og i mindre omfang tysk. Visse af EU's institutioner bruger færre sprog internt. Fx bruger EF-Domstolen kun fransk, og ECB (Den Europæiske Centralbank) benytter engelsk.

## Kultur
Europæisk kulturhovedstad (tidl. Europæisk kulturby) er et initiativ lanceret af EU's ministeråd i 1985, som har til formål at "bidrage til at bringe EU's befolkninger nærmere hinanden". Den europæiske kulturhovedstad udpeges hvert år af Rådet på grundlag af en henstilling fra Europa-Kommissionen.

### Symboler
EU's fem symboler er ifølge artikel I-8 i udkastet til “En forfatning for Europa”:
- et Europaflag, der indeholder en cirkel bestående af tolv gyldne stjerner på blå baggrund.
- en hymne, der er hentet fra 4. sats af Ludwig van Beethovens 9. symfoni.
- et motto “Forenet i mangfoldighed”. (På latin: In varietate concordia).
- en møntfod, der hedder euroen.
- en Europa-dag, der fejres den 9. maj overalt i Unionen.